# Musée de Touezekt
Le musée de Touezekt appelé aussi localement maison d'arts est un musée local à Atar en Mauritanie. Il est situé à 12 km d'Atar.

## Histoire
Plusieurs personnes privées ont procédé à des prospections « de surface » et ouvert de petits lieux de conservation afin de « protéger le patrimoine, (...) le préserver et (...) le présenter aux visiteurs ». Le contexte des objets recueillis ainsi est mal connu.
Le musée ouvre en 2005 à l'initiative de El Khalil Ould Dah N'Tahah.

## Collections
Le musée contient 6 000 artefacts et 100 manuscrits.
Il contient notamment une molette « au fini exceptionnel ».